# Daïras de la wilaya d'Oran
La Wilaya d'Oran possède neuf  daïras (circonscriptions administratives), chacune comprenant plusieurs communes, pour un total de vingt-six communes.

## Daïras de la wilaya d'Oran
Le tableau suivant donne la liste des daïras d'Oran et les communes qui les composent.

1. Oran
2. Aïn El Turk
3. Arzew
4. Bethioua
5. Es Sénia
6. Bir El Djir
7. Boutlélis
8. Oued Tlelat
9. Gdyel

| Numéro | Daïra       | Nombre de communes | Communes                                      |
| ------ | ----------- | ------------------ | --------------------------------------------- |
| 1      | Oran        | 1                  | Oran                                          |
| 2      | Aïn El Turk | 4                  | Aïn El Turk, Bousfer, El Ançor, Mers El Kébir |
| 3      | Arzew       | 2                  | Arzew, Sidi Benyebka                          |
| 4      | Bethioua    | 3                  | Aïn El Bia, Bethioua, Marsat El Hadjadj       |
| 5      | Es Sénia    | 4                  | El Kerma, Es Senia, Sidi Chami                |
| 6      | Bir El Djir | 3                  | Bir El Djir, Hassi Ben Okba, Hassi Bounif     |
| 7      | Boutlélis   | 2                  | Aïn El Kerma, Boutlélis,Misserghin            |
| 8      | Oued Tlelat | 4                  | Boufatis, El Braya, Oued Tlelat, Tafraoui     |
| 9      | Gdyel       | 3                  | Ben Freha, Gdyel, Hassi Mefsoukh              |